# NGC 787
NGC 787 é uma galáxia espiral (Sb) localizada na direcção da constelação de Cetus. Possui uma declinação de -09° 00' 09" e uma ascensão recta de 2 horas, 0 minutos e 48,6 segundos.